# Satyria grandifolia
Satyria grandifolia är en ljungväxtart som beskrevs av Hørold. Satyria grandifolia ingår i släktet Satyria och familjen ljungväxter. Inga underarter finns listade i Catalogue of Life.